# Enrico Milliet di Faverges
Enrico Giuseppe Francesco Milliet, marchese di Faverges (Challes-les-Eaux, 7 dicembre 1775 – 2 aprile 1839), è stato un generale e nobile italiano, distintosi nel corso della guerre napoleoniche nelle file dell'esercito piemontese, in quelle dell'esercito austriaco, e in quelle di quello britannico. Dopo la restaurazione rientrò al servizio del Regno di Sardegna, dove fu aiutante di campo di Carlo Alberto, principe di Carignano, incaricato alla direzione della spedizione di Spagna, Ispettore delle scuole di equitazione e veterinaria, governatore di Nizza (25 aprile 1827-30 giugno 1830) e di Cuneo (30 giugno 1830-1835).

## Biografia
Enrico Milliet nacque il 7 dicembre 1775 a Challes-les-Eaux in Savoia, nell'allora Regno di Sardegna (oggi in Francia), da Giuseppe Francesco Saverio ed Enrichetta Cosima Costa de Beauregard. Proveniva da una famiglia di antica nobiltà originaria di Ginevra. Arruolatosi nell'Armata sarda dal giugno 1791 frequentò la Regia Accademia militare di Torino.
Il 25 settembre 1793 fu nominato sottotenente nei Granatieri Reali e prese parte alla guerra delle Alpi venendo ferito alla Framosa nell'aprile 1794.  Venne nuovamente ferito al Brichetto il 21 aprile dello stesso anno e fu promosso tenente il 2 maggio 1796. Aggregato allo Stato maggiore generale seguì re Carlo Emanuele IV quando quest'ultimo andò in esilio dopo la sconfitta del Regno di Sardegna a opera dalla Repubblica francese e il 24 dicembre 1798 partì per entrare al servizio dell'Austria, cosa che avvenne il 25 marzo 1799 in forza al Reggimento Clerfey. Prese parte alla campagna d'Italia del 1800 rimanendo ferito a Susa nel maggio 1880. Promosso capitano nel 1803 prestò servizio nel Reggimento Saint-Julien, e l'anno successivo entrò, con lo stesso grado, nel Reggimento Arciduca Francesco, rimanendo ferito a Caldiero nell'ottobre 1805. Distintosi sull'Isonzo venne insignito della Croce di Cavaliere dell'Ordine militare di Maria Teresa l'11 aprile 1809. Posto in pensione nel 1811, entrò con il grado di capitano al servizio della Gran Bretagna, venendo promosso maggiore dell'Italian Levy, creata dal generale William Bentinck, il 1 aprile 1812. Il 17 giugno entrò al servizio del Regno Unito. 
Rimasto ferito a Biar il 12 aprile 1813, in quello stesso anno fu incaricato di far disertare il I/7° italiano a Tarragona nel 1813. Promosso tenente colonnello il 21 luglio 1813 fu assegnato 2nd Regiment in Spagna, e poi prestò servizio a Genova e Marsiglia (1815-1816).
Dopo la Restaurazione, il 9 febbraio 1816 tornò al servizio del Regno di Sardegna e rientrato nei ranghi dell'esercito piemontese, fu aiutante comandante con il grado di tenente colonnello e funzioni di capo di stato maggiore della Divisione militare di Nizza, e il 18 marzo fu nominato colonnello del Reggimento "Piemonte". Il 17 ottobre 1818 fu insignito della Croce di Cavaliere dell'Ordine dei Santi Maurizio e Lazzaro per la condotta tenuta sulle alture di Ceva il 17 dello stesso mese. L'11 ottobre 1820 fu promosso maggior generale di fanteria e governatore interinale di Cuneo e poi divenne ufficiale di collegamento con l'armata austriaca a Napoli. Durante i moti del 1821 e dopo l'abdicazione di Vittorio Emanuele I e la nomina a re di Carlo Felice I rimase fedele a quest'ultimo. Combatté nelle file dei realisti nel corso della battaglia di Novara (8 aprile 1821) contro i rivoltosi, e il 10 aprile 1821 entrò a Torino, dove fu nominato membro della commissione inquirente sulla condotta degli Ufficiali. La Commissione era composta da: presidente cavaliere Ignazio Thaon di Revel conte di Pralungo, conte di Venanzone, cavaliere Vialardi di Verrone, conte Sambuy, marchese di Faverges, maggiori generali; dal conte Langosco, presidente nel Real Senato di Piemonte, e dal cavaliere Roget de Cholex, già intendente generale in Sardegna, quali membri, mentre l'uditore generale di guerra, conte Calvi , era incaricato delle funzioni di relatore. Fu aiutante di campo del principe Carlo Alberto, principe di Carignano, incaricato alla direzione della spedizione di Spagna, distinguendosi al Trocadero. Il 6 settembre 1823 fu nominato Ispettore delle scuole di equitazione e veterinaria. Sempre nel 1823, a 48 anni, sposò a Parigi Charlotte Susan Slade, di 28 anni, figlia del generale John Slade, un comandante dell'esercito britannico nella guerra d'indipendenza spagnola. Da lei ebbe tre figli.
Promosso tenente generale, fu governatore di Nizza (25 aprile 1827-30 giugno 1830) e di Cuneo (30 giugno 1830-1835), andando in pensione nel 1835. Si spense il 2 aprile 1839 all'età di 63 anni.